# 樋口進 (医師)
樋口 進（ひぐち すすむ、1954年 - ）は、日本の精神科医、国立病院機構久里浜医療センター名誉院長・顧問。アルコール依存症、ゲーム依存症、ギャンブル依存症などが専門。2021年には、ゲーム依存症の推定有病率を求める手法と、それによる推定結果を発表した。

## 経歴
山梨県南巨摩郡鰍沢町（現在の富士川町）に生まれ、山梨県立甲府南高等学校を経て、東北大学医学部に学ぶ。
1979年に東北大学医学部を卒業し、山形県内の総合病院で働く。
1982年に慶應義塾大学医学部助手となり、1987年10月には、「Mortality of Japanese female alcoholics : a comparative study with male cases（女性アルコール症者の死亡 : 男性例との比較研究）」により、慶應義塾大学より医学博士を取得した。
また、1982年には国立診療所久里浜病院（後の国立病院機構久里浜医療センター）にも医員として入職した。1989年には、アメリカ国立衛生研究所 (NIH) へ留学した。その後、久里浜病院では、臨床研究部長、副院長などを経て、2011年から2022年まで国立病院機構久里浜医療センターの院長を務める。
この間に、日本初となるネット依存治療専門外来を設立したほか、世界保健機関 (WHO) 専門家諮問委員、行動嗜癖に関する WHO 会議およびフォーラム座長・共同座長、厚生労働省アルコール健康障害対策関係者会議会長、内閣官房ギャンブル等依存症対策推進関係者会議会長、国際アルコール医学生物学会 (ISBRA) 理事長などを歴任した。
2022年に久里浜医療センターを退職したが、以降は名誉院長・顧問となり、非常勤の医師として携わる。また、WHO物質使用・嗜癖行動研究研修協力センター長、慶應義塾大学医学部客員教授、藤田医科大学医学部客員教授も務める。

## おもな著書

### 単著
- エビデンスにもとづいた 新・アルコールの害. 少年写真新聞社, 2012年
- ネット依存（PHP 新書 894）. PHP研究所, 2013年
- お酒が減らせる練習帳. メディカルトリビューン, 2013年
- スマホゲーム依存症. 内外出版社, 2017年
- 現代社会の新しい依存症がわかる本. 日本医事新報社, 2018年
- 今すぐ始めるアルコール依存症治療. 法研, 2019年
- Q&A でわかる子どものネット依存とゲーム障害, 少年写真新聞社, 2019年
- ゲーム・スマホ依存から子どもを守る本. 法研, 2020年

### 共著
- （廣尚典との共著）職場X依存症・アディクション, 南山堂, 2019年
- （松下幸生, 古野悟志との共著）ギャンブル障害: STEP-G 回復支援マニュアル. 法研, 2021年